# Pantoclis manevali
Espèce
Pantoclis manevali est une espèce fossile d'hyménoptères de la sous-famille des Belytinae (famille des Diapriidae). 

## Classification
L'espèce Pantoclis manevali est décrite en 1937 par le paléontologue français Nicolas Théobald (1903-1981) dans sa thèse,. 

### Fossiles
L'holotype A1010 appartient à la collection de Nicolas Théobald, a trois cotypes A1008, 1009 et 1011, qui viennent tous du gypse d'Aix-en-Provence.

### Étymologie
L'épithète spécifique manevali est dédiée à Henri Maneval (1892-1942), savant entomologiste et auteur de travaux remarquables sur ce groupe d'Hyménoptères,,.

## Description

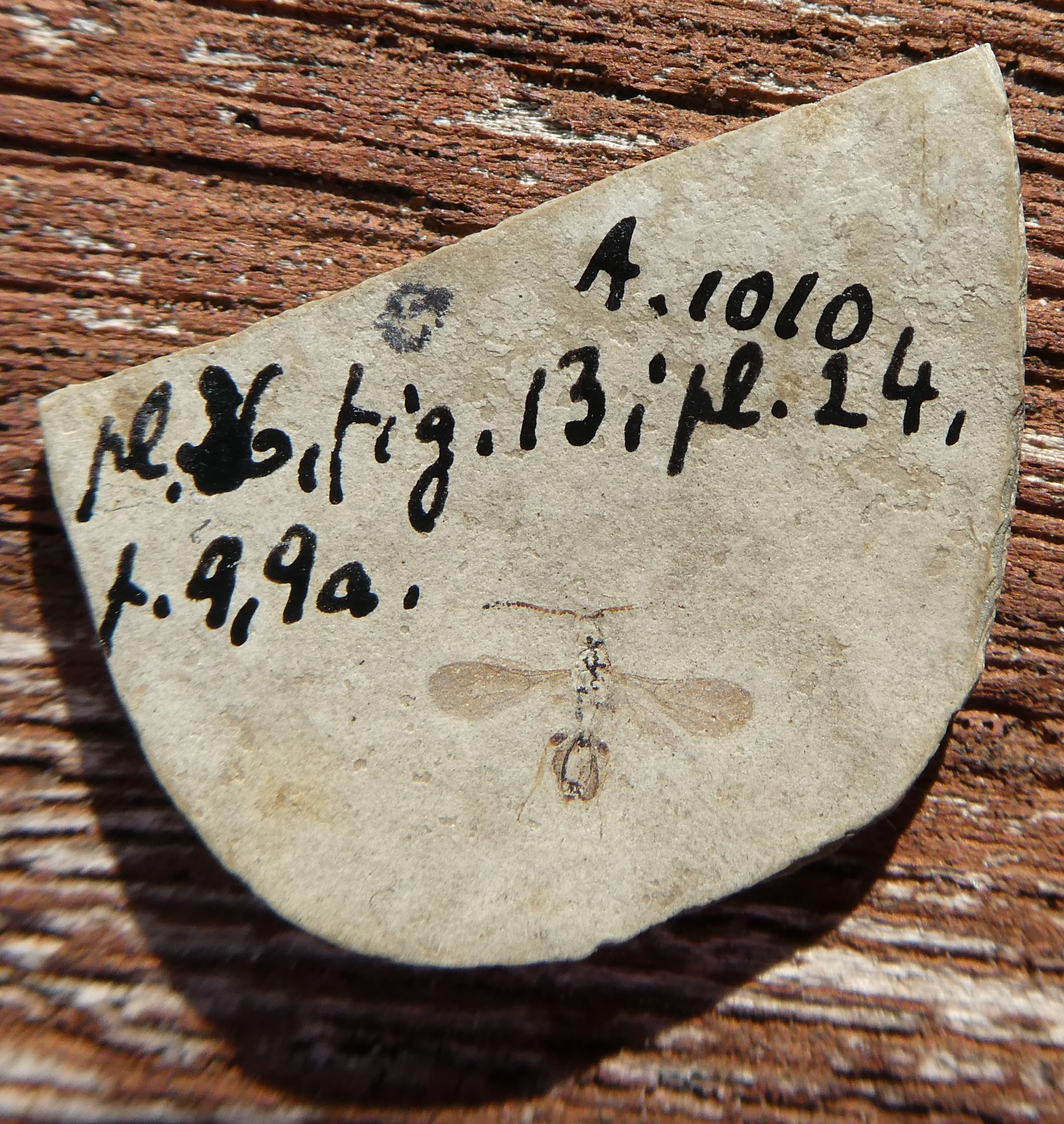
Holotype A1010 de Pantoclis manevali selon Nicolas Théobald en 1937.

### Caractères
La diagnose de Nicolas Théobald en 1937 : « Insecte de petite taille, au corps noir, aux ailes foncées, aux pattes rousse, cuisses plus foncées, surtout les cuisses III. Tête à peu près aussi large que longue, elle paraît transverse parce qu'elle est vue par l'occiput. Sillons parapsidaux percurrents (1011) ; segment médian à carène simple (élevé en lamelle avant) (?) (1008). Pétiole une fois et demie plus long que large (1008) ; le premier segment abdominal forme les deux tiers de l'abdomen qui est fusiforme. Pattes claires, cuisses renflées en spatule et de teinte foncée, en particulier les cuisses III à cinq articles grêles ; tibias allongés, tarses III à cinq articles grêles. Aile de teinte légèrement enfumée, couverte de poils fins, à bord externe frangé ; pas de stigma ; nervure radiale courte, récurrente peu marquée ; nervure marginale presque punctiforme, beaucoup plus courte que la stigmatique. Aile postérieure avec une cellule fermée. Articles antennaires moniliformes à partir du cinquième, sauf le dernier qui est ovoïde et une fois et demie plus long que large ; articles antennaires progressivement et faiblement grossis vers l'apex ; scape gros, égalant les quatre articles suivants réunis ; dernier article plus long que large, troisième allongé égalant une fois et demi le précédant, le quatrième un peu plus long que le cinquième. »..

### Dimensions
La longueur totale est de 3 mm, la longueur de l'aile est de 2,75 mm.

### Affinités
« La nervation des ailes, très bien conservée sur le n° A 1010, l'attribue aux Belytinae, ce qui est confirmé par les antennes et la conformation du corps. L'insecte n'appartient pas au g. Belyta car la carène du segment médian n'est pas bifurquée, la marginale est très courte. Il se range très bien dans le genre Pantoclis (H. Maneval). Les caractères observés se rencontrent séparément chez certaines espèces actuelles, mais ne se trouvent simultanément chez aucune. En particulier l'extrême brièveté de la marginale ne se voit que chez P. excavata Kieff., décrite de Suisse. En 1910, Charles Brues décrit P. deperdita des calcaires miocènes de Florissant (Colorado) dans Bulletin of the Museum of Comparative Zoology at Harvard College, volume 54. En 1921, Theodore Cockerell décrit Lithobelyta reducta des schistes oligocènes de l'île de Wright dans Annals and magazine of natural history, série 9, volume 7. Archaebelyta superba F. Meunier de Root (Miscell. entom. vol. XXVI, p. 82) mériterait d'être revu. La présence de seize articles aux antennes est si aberrante qu'on peut douter de sa réalité. D'autre part l'absence de cellule radiale est contredite par la phototypie qui accompagne le texte. On distingue sur les deux ailes une trace fort nette de stigmatite ;  ainsi la marginale serait aussi presque punctiforme. C'est peut-être le même Insecte que celui d'Aix (H. Maneval). ».

## Biologie
« Les Pantoclis sont actuellement nombreux en espèces et répandus sur la majeure partie du globe. Les Belytinae vivent en parasites sur les Diptères. Le mode de vie des Pantoclis n'a jamais été signalé. H. Maneval en a obtenu un de nymphes de Penthetria holosericea Meig. (Diptère Bibionidae) trouvées en grand nombre dans le terreau d'un arbre creux. Il est bien possible que le Pantoclis fossile fut l'hôte de l'un des Bibionides représentés dans la faune oligocène d'Aix. ».

### Publication originale
- [1937] Nicolas Théobald, « Les insectes fossiles des terrains oligocènes de France 473 p., 17 fig., 7 cartes,13 tables, 29 planches hors texte », Bulletin Mensuel de la Société des Sciences de Nancy et Mémoires de la Société des sciences de Nancy, Imprimerie G. Thomas,‎ 1937, p. 1-473 (ISSN 1155-1119 et 2263-6439, OCLC 786027547). .